# Mecanoreceptor
Mecanoreceptorii  reprezintă celule senzitive purtătoare de peri, cili, flageli, ori fibre nervoase senzitive în recepționarea excitanților mecanici (forța gravitațională, variațiile de presiune, atingerea, pipăitul, curenții de apă, aer, vibrațiile sonore etc.). Ei sunt localizați pe toată suprafața corpului sau numai în anumite regiuni.
Esența proceselor ce se desfășoară la nivelul mecanoreceptorilor constă în depolarizarea membranei celulelor senzitive sau a fibrelor nervoase senzitive la contactul cu excitanții mecanici și în crearea potențialului de acțiune. Aceasta din urmă, printr-o rețea de neuroni, este transmis sistemului nervos central, fiind transformat în senzații statice, auditive, tactile.

## Mecanoreceptorii asigură
- Stabilirea relațiilor cu mediul extern prin formarea senzațiilor auditive ;
- Poziția stabilită a corpului în raport cu direcția forței de gravitație (pentru om - poziția verticală, pentru câine - poziția orizontală, iar pentru leneș - poziția orizontală cu spatele în jos);
- Menținerea anumitor poziții ale părților corpului în raport reciproc, necesar  pentru realizarea locomoției coordonate ;
- Obținerea informației despre forma, suprafața, masa și poziția obiectelor mediului extern ;
- Funcționarea organelor interne - comunică despre prezența alimentelor în stomac, a maselor fecale în intestinul gros, a urinei în vezica urinară, a fătului în uter etc.

Convențional , mecanoreceptorii pot  fi clasificați în :   statoacustici, tactili, kinestezici  etc.